# Killing Joke
Killing Joke is een invloedrijke Britse band van overwegend postpunk-strekking, die in de jaren tachtig zijn hoogtepunt beleefde.

## Biografie
De groep werd in 1978, toen na het hoogtepunt van de punk nieuwe stijlen opkwamen, opgericht door zanger Jaz Coleman, die later ook als componist van klassieke muziek bekend is geworden. Zijn medewerkers waren Paul Ferguson op de drum, Kevin Walker ('Geordie') op de gitaar en Martin Glover ('Youth') op de basgitaar. De naam Killing Joke verwijst naar een legendarische sketch uit Monty Python's Flying Circus over de Tweede Wereldoorlog: daarin heeft een Brits uitvinder een grap bedacht, zodanig geniaal, dat iedereen die hem hoort onmiddellijk sterft van het lachen; dit massavernietigingswapen wordt dan ook, in een Duitse vertaling, tegen de nazi's ingezet.
Reeds in 1979 scoorden ze een alternatieve hit met 'Turn to red', waarbij ze de steun genoten van de bekende radio-dj John Peel. Dankzij dit succes sleepten ze een contract bij het label EG Music in de wacht. Hun debuutalbum, eveneens Killing Joke getiteld, sloeg aan en enkele singles kwamen de Britse hitlijsten binnen. 'Wardance', het sarcastische 'Follow the Leaders' en 'Empire Song' zijn culthits geworden. Killing Joke kwam in 1980 tevens in het voorprogramma van Joy Division terecht (slechts enkele weken voor de zelfmoord van Ian Curtis). De groep werd in die tijd gekenmerkt door een strak, hard gitaarspel en stevige zang, in een stijl die raakpunten met industrial had.
Coleman was zich echter steeds sterker op het occultisme gaan toeleggen en raakte ervan overtuigd dat de wereld in 1982 onherroepelijk zou vergaan; hij besloot naar IJsland te vertrekken om er de apocalyps af te wachten. Daar componeerde hij een symfonie en nam een album op, met een groepje dat Theyr heette, de voorlopers van The Sugarcubes. In 1983 besloot hij naar Engeland terug te keren. Paul Raven werd de nieuwe bassist van de band. Martin Glover verliet in 1982 de band met onenigheid. Hij richtte de weinig succesvolle band Brilliant op en zette zich als producer voor anderen in. In 1994 keerde hij terug bij de groep.
In 1985 piekte de populariteit van Killing Joke; in dat jaar stond het bekende nummer "Love like blood" in de hitparades. Vanaf dit punt kwam er een andere wending in de stijl van de band; de albums uit de late jaren 80 vertoonden duidelijk meer mainstream-pop-invloeden. Tijdens de opnames van Outside the Gate, wat schijnbaar een solo-album van Coleman had moeten worden, ging de groep uit elkaar, om in 1990 weer tijdelijk bijeen te komen met drummer Martin Atkins.
Na de split ging Jaz Coleman, die een brede muzikale interesse had, oosterse muziek studeren in Egypte; hij verhuisde bovendien naar Nieuw-Zeeland en werd dirigent bij het filharmonisch orkest van Auckland, waarvoor hij eveneens stukken componeerde. Ondertussen verschenen enkele verzameluitgaven van Killing Joke; kortstondig kwam de band in 1994 opnieuw samen om het album Pandemonium op te nemen (blijkbaar gedeeltelijk in de Piramide van Cheops). Dit album is op commercieel vlak hun grootste succes geweest en bevat metal-invloeden, vermengd met Goatrance. Daarna viel de groep weer stil. Evenwel kwamen ze in het nieuws wegens het proces dat ze tegen Nirvana voerden wegens gelijkenis van het Nirvana-nummer "Come as You Are" met de eerdere Killing Jokes klassieker 'Eighties'.
Ondanks de toenmalige meningsverschillen met Nirvana, lijfde Killing Joke Dave Grohl als drummer in, toen het in 2003 uiteindelijk tot een reünie kwam. De band kwam met een nieuw album, getiteld Killing Joke (net als het debuutalbum dus), en een deel van de vorige albums werd heruitgegeven. Tevens verscheen een live-dvd en -cd. In 2006 volgde het nieuwe album Hosannas from the Basements of Hell. Eind 2010 gevolgd door Absolute dissent waarop "Big" Paul Ferguson op drums en Youth weer op de bas present op zijn. In april 2012 kwam MMXII uit. Op dit album laat Killing Joke horen nog immer te barsten van energie.
Van 19 juli 2012 tot midden augustus 2012 was zanger Coleman vermist.. Midden augustus 2012 gaf hij een teken van leven vanuit de Sahara. Geordie Walker overleed op 26 november 2023 na een beroerte.
De groep heeft een imago van sarcasme en galgenhumor, dat met haar naam strookt.

## Discografie

### Albums
| Album met eventuele hitnotering(en) in de Nederlandse Album Top 100 | Datum van verschijnen | Datum van binnenkomst | Hoogste positie | Aantal weken | Opmerkingen   |
| ------------------------------------------------------------------- | --------------------- | --------------------- | --------------- | ------------ | ------------- |
| Turn to red                                                         | 10-1979               | -                     | -               | -            | ep            |
| Almost red                                                          | 11-1979               | -                     | -               | -            | ep            |
| Killing Joke                                                        | 08-1980               | -                     | -               | -            |               |
| What's THIS for...!                                                 | 06-1981               | -                     | -               | -            |               |
| Revelations                                                         | 07-1982               | -                     | -               | -            |               |
| Birds of a feather                                                  | 10-1982               | -                     | -               | -            | ep            |
| "Ha" Killing Joke live                                              | 04-11-1982            | -                     | -               | -            | Livealbum     |
| Fire dances                                                         | 07-1983               | -                     | -               | -            |               |
| Night time                                                          | 02-1985               | 16-03-1985            | 10              | 9            |               |
| Brighter than a thousand suns                                       | 11-1986               | 22-11-1986            | 72              | 3            |               |
| Outside the gate                                                    | 06-1988               | -                     | -               | -            |               |
| The courtauld talks                                                 | 1989                  | -                     | -               | -            |               |
| An incomplete collection 1980-1985                                  | 1990                  | -                     | -               | -            | Verzamelalbum |
| Extremities, dirt & various repressed emotions                      | 11-1990               | -                     | -               | -            |               |
| Laugh? I nearly bought one!                                         | 18-09-1992            | -                     | -               | -            | Verzamelalbum |
| Pandemonium                                                         | 02-08-1994            | -                     | -               | -            |               |
| Jana live                                                           | 02-1995               | -                     | -               | -            | ep            |
| Wilful days                                                         | 05-1995               | -                     | -               | -            | Verzamelalbum |
| BBC in concert                                                      | 10-1995               | -                     | -               | -            | Livealbum     |
| Democracy                                                           | 01-04-1996            | -                     | -               | -            |               |
| Alchemy – The remixes                                               | 1996                  | -                     | -               | -            | Remixalbum    |
| Wardance – The remixes                                              | 1998                  | -                     | -               | -            | Remixalbum    |
| No way out but forward go!                                          | 06-05-2001            | -                     | -               | -            | Livealbum     |
| The unperverted pantomime                                           | 2003                  | -                     | -               | -            | Verzamelalbum |
| Killing Joke                                                        | 28-07-2003            | 23-08-2003            | 100             | 1            |               |
| Chaos for breakfast                                                 | 2004                  | -                     | -               | -            | Verzamelalbum |
| For beginners                                                       | 2004                  | -                     | -               | -            | Verzamelalbum |
| XXV Gathering: Let us prey                                          | 2005                  | -                     | -               | -            | Livealbum     |
| Hosannas from the basements of hell                                 | 03-04-2006            | -                     | -               | -            |               |
| Inside extremities: Mixes, rehearsals and live                      | 2007                  | -                     | -               | -            | Verzamelalbum |
| Bootleg vinyl archive vol. 1                                        | 2007                  | -                     | -               | -            | Verzamelalbum |
| Bootleg vinyl archive vol. 2                                        | 2007                  | -                     | -               | -            | Verzamelalbum |
| The original unperverted pantomime                                  | 2008                  | -                     | -               | -            | Livealbum     |
| Rmxd                                                                | 2008                  | -                     | -               | -            | Verzamelalbum |
| The peel sessions 1979-1981                                         | 2008                  | -                     | -               | -            | Verzamelalbum |
| Duende - The Spanish sessions                                       | 2008                  | -                     | -               | -            | Verzamelalbum |
| Live at the Forum                                                   | 2009                  | -                     | -               | -            | Livealbum     |
| Requiem                                                             | 22-09-2009            | -                     | -               | -            | Livealbum     |
| The gathering 2008                                                  | 2009                  | -                     | -               | -            | Livealbum     |
| In excelsis                                                         | 23-06-2010            | -                     | -               | -            | ep            |
| Absolute dissent                                                    | 27-09-2010            | -                     | -               | -            |               |
| Down by the river                                                   | 2011                  | -                     | -               | -            | Livealbum     |
| MMXII                                                               | 02-04-2012            | -                     | -               | -            |               |
| Pylon                                                               | 23-10-2015            | 31-10-2015            | 70              | 1            |               |

### Singles
| Single met eventuele hitnotering(en) in de Nederlandse Top 40 | Datum van verschijnen | Datum van binnenkomst | Hoogste positie | Aantal weken | Opmerkingen                                               |
| ------------------------------------------------------------- | --------------------- | --------------------- | --------------- | ------------ | --------------------------------------------------------- |
| Love like blood                                               | 01-1985               | 09-03-1985            | 8               | 9            | Nr. 5 in de Nationale Hitparade / Nr. 9 in de TROS Top 50 |

| Single met hitnotering(en) in de Vlaamse Ultratop 50 | Datum van verschijnen | Datum van binnenkomst | Hoogste positie | Aantal weken | Opmerkingen                 |
| ---------------------------------------------------- | --------------------- | --------------------- | --------------- | ------------ | --------------------------- |
| Love like blood                                      | 1985                  | -                     |                 |              | Nr. 10 in de Radio 2 Top 30 |

### NPO Radio 2 Top 2000
| Nummer met noteringen in de NPO Radio 2 Top 2000 | '00 | '01-'08 | '09  | '10 | '11  | '12  | '13 | '14 | '15 | '16 | '17 | '18  | '19 | '20 | '21  | '22 | '23 | '24 |
| ------------------------------------------------ | --- | ------- | ---- | --- | ---- | ---- | --- | --- | --- | --- | --- | ---- | --- | --- | ---- | --- | --- | --- |
| Love Like Blood                                  | 554 | -       | 1227 | -   | 1169 | 1229 | 988 | 947 | 972 | 952 | 931 | 1036 | 984 | 993 | 1027 | 939 | 872 | 920 |

1. ↑  Een '-' betekent dat het nummer niet was genoteerd en een vetgedrukt getal geeft de hoogste notering aan.
2. ↑  2000 was het eerste jaar met een notering voor dit nummer.